# Alan Parker
Ser Alan Vilijam Parker (14. februar 1944 — 31. jul 2020) bio je engleski filmski stvaralac. Parkerova rana karijera, počev od kasnih tinejdžerskih godina, provedena je kao autor reklamnih tekstova i režiser televizijskih reklama. Nakon desetak godina snimanja reklama, od kojih su mnoge osvojile nagrade za kreativnost, počeo je da piše scenarije i režira filmove.
Parker je poznat po tome što ima širok raspon stilova filma i što radi u različitim žanrovima. On je režirao je mjuzikle, uključujući Bugsy Malone (1976), Fame (1980), Pink Floyd – The Wall (1982), The Commitments (1991) i Evita (1996); drame istinitih priča, uključujući Midnight Express (1978), Mississippi Burning (1988), Come See the Paradise (1990) i Angela's Ashes (1999); porodične drame, uključujući Shoot the Moon (1982), horor i triler filmove, uključujući Angel Heart (1987) i The Life of David Gale (2003).
Njegovi su filmovi osvojili devetnaest nagrada BAFTA, deset Zlatnih globusa i šest nagrada Akademije. Parker je postavljen za komandanta Reda Britanskog carstva zbog svojih usluga britanskoj filmskoj industriji i viteza 2002. godine. Bio je bio aktivan u britanskoj i u američkoj kinematografiji, jedan je od osnivača Režiserskog ceha Velike Britanije, i predavač u raznim filmskim školama. Godine 2013. dobio je nagradu BAFTA akademije, najveću počast koju Britanska filmska akademija može da dodeli filmskom stvaraocu. Parker je darovao svoju ličnu arhivu Nacionalnoj arhivi Britanskog filmskog instituta 2015. godine.

## Rane godine
Parker je rođen u radničkoj porodici u Islingtonu, u Severnom Londonu, kao sin Elsi Elen, krojačice i Vilijama Lesli Parkera, molera. On je odrastao u stambenom kompleksu u Islingtonu, što mu je uvek olakšavalo da ostane „gotovo prkosno pripadnik radničke klase po stavovima”, rekao je britanski romanopisac i scenarista Rej Konoli. Parker je izjavio da je, iako je imao veoma bezbrižno detinjstvo, mada se uvek seća kako je učio za svoje srednjoškolske ispite, dok su se njegovi prijatelji lepo provodili. On je imao je „obično poreklo” bez ikakvih ambicija da postane filmski režiser, i niko u njegovoj porodici nije imao želju da se uključi u filmsku industriju. Najbliže što je ikada došao, po njegovim rečima, nečemu što se ticalo filmova bilo je učenje fotografije, hobi koji su inspirisali njegovi ujaci: „Taj rani uvod u fotografiju je nešto čega se sećam.”
Parker je pohađao školu Dejm Alis Oven, koncentrišući se na nauku u svom kasnijem uzrastu. Napustio je školu kad je imao osamnaest godina da bi radio u oblasti oglašavanja, nadajući se da bi reklamna industrija mogla biti dobar način da upozna devojke.

## Karijera

### 1962–1975: Rani rad i napredak
Njegov prvi posao je bio kancelarijski dečak u poštanskom odeljenju reklamne agencije Ogilvy & Mather u Londonu. Ali više od svega, rekao je, želeo je da piše i pisao bi eseje i oglase kada bi se vratio kući posle posla. Njegove kolege su ga takođe podsticale da piše, što ga je ubrzo dovelo do pozicije tekstopisca u kompaniji. Parker se radio u različitim agencijama u narednih nekoliko godina, a do tada je postao vešt kao pisac tekstova. Jedna takva agencija bila je Kolet Dikenson Pirs u Londonu, gde je prvi put upoznao buduće producente Dejvida Putnama i Alana Maršala, od kojih će obojica kasnije produkovati mnoge njegove filmove. Parker je pripisao Putnamu što ga je inspirisalo i navelo da napiše svoj prvi filmski scenario, Melody (1971).

Do 1968. Parker je prešao sa tekstopisca na uspešno režiranje brojnih televizijskih reklama. Godine 1970, pridružio se Maršalu da bi osnovao kompaniju za pravljenje reklama. Ta kompanija je na kraju postala jedna od najboljih britanskih komercijalnih produkcijskih kuća, osvajajući skoro sve velike nacionalne i međunarodne nagrade u svom domenu. Među njihovim nagrađivanim reklamama bili su reklama za vermut iz UK Činzano (u kojoj su glumili Džoan Kolins i Leonard Rositer) i reklama kompanije Hajneken koja je koristila 100 glumaca. Parker je godinama pisao i režirao reklame za svoj kasniji uspeh kao filmski režiser:
Gledajući unazad, došao sam iz generacije filmskih stvaralaca koji nisu mogli da počnu nigde osim reklama, jer u to vreme nismo imali filmsku industriju u Ujedinjenom Kraljevstvu. Ljudi poput Ridlija Skota, Tonija Skota, Adrijana Lajna, Hjua Hadsona i mene. Tako su se reklame pokazale kao neverovatno važne.
Nakon što je 1971. napisao scenario za film Melodija Vorisa Huseina, Parker je 1973. snimio svoj prvi fikcioni film pod nazivom No Hard Feelings, za koji je napisao scenario. Film je sumorna ljubavna priča smeštena u okruženju Blica u Londonu tokom Drugog svetskog rata, kada je Luftvafe bombardovao grad 57 noći uzastopno. Parker je rođen tokom jednog od tih bombardovanja i rekao je da „beba u tom [filmu] mogao sam biti ja“. Bez iskustva u režiji dugometražnih filmova, nije mogao da nađe finansijsku podršku i odlučio je da rizikuje korišćenje sopstvenog novca i sredstava od hipoteke svoje kuće da pokrije troškove. Film je impresionirao Bi-Bi-Si, koji je kupio film i prikazao ga na televiziji nekoliko godina kasnije, 1976. BBC-jev producent Mark Šivas je, u međuvremenu, takođe ugovorio sa Parkerom da režira Evakuisane (1975), priču o vremenu Drugog svetskog rata koju je napisao Džek Rozental koja je prikazana kao Play for Today. Rad je bio zasnovan na istinitim događajima koji su uključivali evakuaciju školske dece iz centra Mančestera. Evakuisani su osvojili nagradu BAFTA za najbolju TV dramu i Emi za najbolju međunarodnu dramu.
Parker je zatim napisao i režirao svoj prvi igrani film, Bugsy Malone (1976), parodiju na rane američke gangsterske filmove i američke mjuzikle, ali sa samo decom glumaca. Parkerova želja pri snimanju filma bila je da zabavi i decu i odrasle jedinstvenim konceptom i stilom filma:
Mnogo sam radio sa decom i tada sam imao četvoro svoje male dece. Kada imate takvu malu decu, veoma ste osetljivi na materijale koji su im dostupni ... Jedina vrsta filmova koje su mogli da vide bili su filmovi Volta Diznija ... Mislio sam da bi bilo lepo snimiti film koji bi bio dobar za decu, ali i za odrasle koji su morali da ih vode u bioskop. Dakle, da budem potpuno iskren, Bagsi Malon je bio pragmatična vežba za prodor u američki film.
Film je dobio osam nominacija Britanske akademije i pet nagrada, uključujući dve nagrade BAFTA za Džodi Foster.

### 1978–1990: Naknadni uspeh
Parker je zatim režirao Ponoćni ekspres (1978), zasnovan na istinitom izveštaju Bilija Hejsa o njegovom hapšenju i bekstvu iz turskog zatvora zbog pokušaja da prokrijumčari hašiš iz zemlje. Parker je snimio film kako bi uradio nešto radikalno drugačije od Bagsija Melouna, što bi proširilo njegov stil filmskog stvaralaštva. Scenario je napisao Oliver Stoun u svom prvom scenariju, a Stounu je doneo prvog Oskara. Muziku je komponovao Đorđo Moroder, koji je takođe nagrađen svojim prvim Oskarom za film. Ponoćni ekspres je usstavio Parkera kao „prvorazrednog reditelja”, pošto su i on i film bili nominovani za Oskara. Uspeh tog filma mu je takođe dao slobodu od tada da režira filmove po sopstvenom izboru.
Sledeći Parkerov film bio je Shoot the Moon (1982), priča o raskidu braka koji se dešava u severnoj Kaliforniji. Parker ga naziva „prvim filmom za odrasle koji sam snimio”. Ponovo je odabrao da režira temu koja je izrazito drugačija od njegovog prethodnog filma, objašnjavajući: „Zaista se trudim da radim drugačiji posao. Mislim da radeći svaki put drugačiji posao, to me čini kreativno svežijim.“ On je opisao temu filma, kao film o „dvoje ljudi koji ne mogu da žive zajedno, ali koji takođe ne mogu da se razdvoje jedno od drugog. Priča o nestajućoj ljubavi, besmislenom besu i neizbežnoj zbunjujućoj izdaji u očima dece.” Njegove zvezde, Albert Fini i Dajana Kiton, dobili su nominacije za Zlatni globus za svoje nastupe.
Film je imao i lični značaj za Parkera, koji je rekao da je bio primoran da ispita svoj brak: „Bilo je to bolan film za mene, jer je u njemu bilo odjeka mog života. Radilo se o raspadu braka, a deca u priči bila su prilično bliska mojoj sopstvenoj deci po godinama. Shoot the Moon je bio veoma, veoma blizak mom sopstvenom životu.“ Proveo je dane sa piscem Boom Goldmanom na razvijanju realistične priče i navodi da je njegov brak kao ishod rada na tom filmu postao „beskrajno jači“.
Takođe 1982, Parker je režirao filmsku verziju Pink Flojdove konceptualne rok opere, The Wall, u kojoj je predvodnik grupe Boomtown Rats glumio Boba Geldofa kao izmišljeni roker „Pink“. Parker je kasnije opisao snimanje kao „jedno od najjadnijih iskustava u mom kreativnom životu.“ Iako ovaj film nije bio uspešan na blagajnama, dobio je pozitivne kritike i postao kultni klasik.

## Filmografija
| Godina | Naslov       | Napomene          |
| ------ | ------------ | ----------------- |
| 1974   |              | kratki filmovi    |
| 1974   |              | kratki filmovi    |
| 1975   | The Evacuees | TV film           |
| 1976   |              |                   |
| [ 22 ] | TV film      |                   |
| 1978   |              |                   |
| 1980   |              |                   |
| 1982   |              |                   |
|        |              |                   |
| 1984   |              |                   |
| 1986   | [ 23 ]       | dokumentarni film |
| 1987   |              |                   |
| 1988   |              |                   |
| 1990   |              |                   |
| 1991   |              |                   |
| 1994   |              |                   |
| 1996   |              |                   |
| 1999   |              |                   |
| 2003   |              |                   |

## Spoljašnje veze
- Zvanični veb-sajt
- Alan Parker na sajtu  (jezik: engleski)